# Omar Buludov
Omar Buludov (en azerí: Ömər Fuad oğlu Buludov; 15 de diciembre de 1998) es un futbolista azerí que juega en la demarcación de defensa para el Araz-Naxçıvan PFK de la Liga Premier de Azerbaiyán.

## Selección nacional
Tras jugar con la selección de fútbol sub-19 de Azerbaiyán y con la sub-21, finalmente debutó con la selección absoluta el 9 de octubre de 2019. Lo hizo en un partido amistoso contra Baréin que finalizó con un resultado de 2-3 a favor del combinado azerí tras los goles de Rufat Dadaşov, Tamkin Khalilzade y de Ramil Sheydayev para Azerbaiyán, y de Abdulwahab Al-Malood y Jasim Al-Shaikh para Baréin.

## Clubes
| Club              | País       | Año       | Partidos | Goles |
| ----------------- | ---------- | --------- | -------- | ----- |
| Neftçi PFK        | Azerbaiyán | 2016-2024 | 139      | 5     |
| Araz-Naxçıvan PFK | Azerbaiyán | 2024-     | 25       | 1     |

## Palmarés

### Títulos nacionales
| Título                     | Club       | País       | Año  |
| -------------------------- | ---------- | ---------- | ---- |
| Liga Premier de Azerbaiyán | Neftçi PFK | Azerbaiyán | 2021 |